# Révolte crétoise de 1866-1869
Vous lisez un « bon article » labellisé en 2008.
La révolte crétoise de 1866-1869 (grec moderne : η Μεγάλη Επανάσταση / i Megáli Epanástasi, « la grande révolte ») est une insurrection en Crète contre l'occupation ottomane. Cette insurrection s'inscrit dans un mouvement plus large de volonté d'indépendance de l'île vis-à-vis de l'Empire ottoman qui la contrôle depuis le milieu du XVIIe siècle. D'une durée de trois ans, cette révolte est souvent considérée comme l'apogée de la lutte contre les Ottomans, marquée en particulier par le massacre du monastère d'Arkadi en novembre 1866.
Cette insurrection entraîne l'insertion de la Crète dans la plus vaste « question d'Orient » qui oppose alors les intérêts diplomatiques des grandes puissances européennes.

## Contexte

### Guerre d'indépendance grecque et parenthèse égyptienne

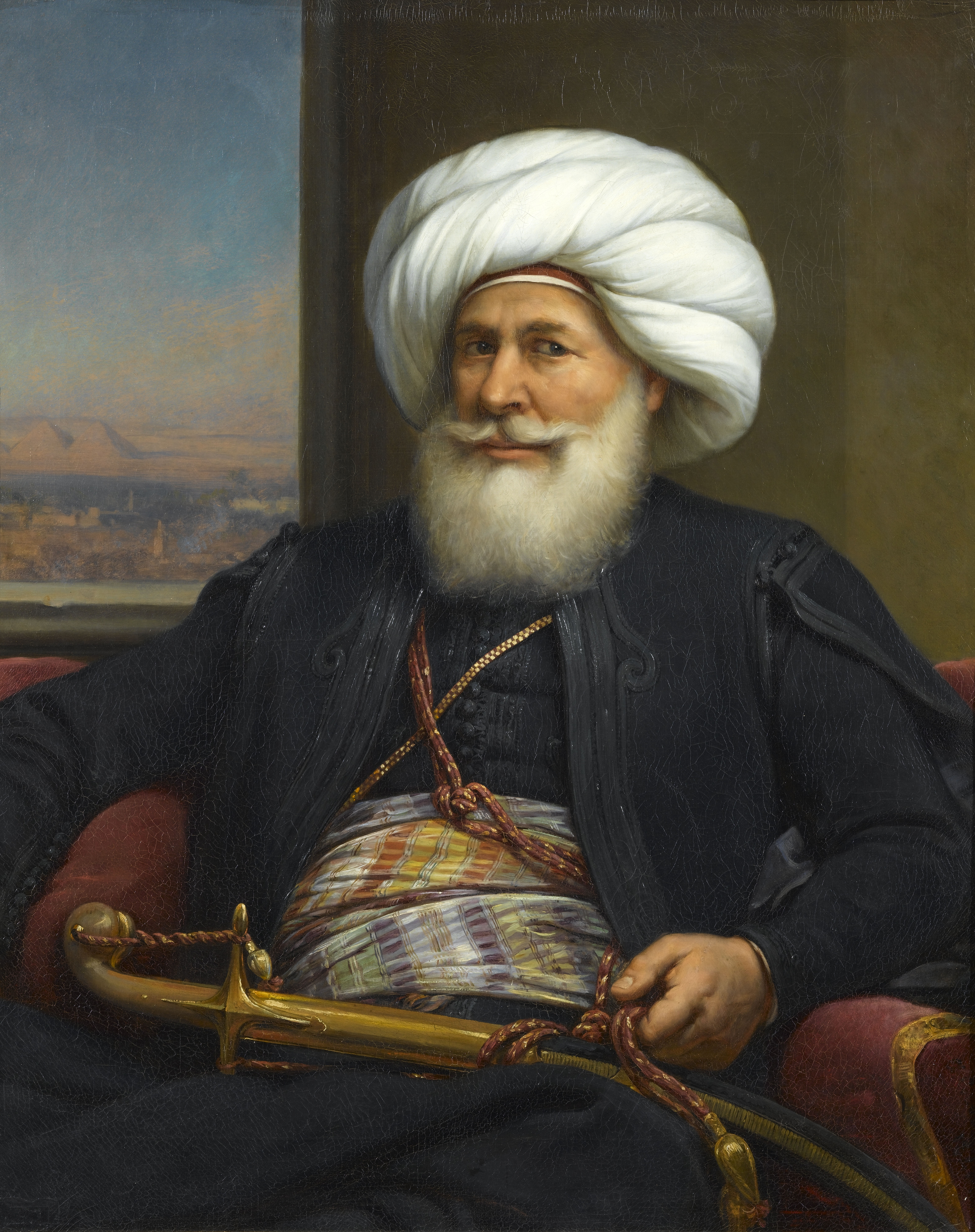
Méhémet Ali.

Commencée en 1648, la conquête de la Crète par l'Empire ottoman s'achève en 1669 avec la fin du siège de Candie. La période ottomane de l'histoire de l'île est émaillée d'insurrections. En 1821, la Grèce se soulève contre l'occupant ottoman, et la Crète prend part à la guerre d'indépendance. Mais en 1830, à la fin de la guerre, la grande île ne fait pas partie du nouvel État grec. Le protocole de Londres du 7 février accorde l'île à Méhémet Ali d'Égypte, pour services rendus à l'Empire ottoman lors de la guerre d'indépendance dans le Péloponnèse. Méhémet Ali nomme Mustapha Naili Pacha au poste de gouverneur de l'île.
Conscient de la difficulté de la tâche, et dans le but de s'attirer les faveurs des grandes puissances, Méhémet Ali lance une série de mesures qui visent à garantir une certaine égalité entre musulmans et chrétiens. Deux corps administratifs, appelés surades, sont créés à Héraklion et La Canée. Deux autres assemblées plus petites sont mises en place à Réthymnon et Sfakiá. Dans ces assemblées, on retrouve des fonctionnaires turcs et un représentant musulman et chrétien pour chaque province de l'île. Cette représentation des chrétiens dans une assemblée, bien que nouvelle, est toute relative, dans la mesure où leur nombre est inférieur à celui des représentants musulmans, alors que les chrétiens sont majoritaires.
La période égyptienne est une période de grands travaux dans toute l'île : des routes, des ponts, des ports sont créés pour la première fois depuis la période vénitienne. L'administration égyptienne porte une attention particulière à l'éducation et fonde des écoles pour musulmans et chrétiens. Enfin, en 1832, le premier recensement de l'histoire de Crète a lieu, et le premier journal en grec et en arabe est publié (Kritiki Ephimeris).
Méhémet Ali garantit l'amnistie aux Crétois insurgés pendant la guerre d'indépendance s'ils déposent les armes et vivent en paix. Mais ces mesures pacificatrices ne font pas l'unanimité : elles sont refusées à la fois par de nombreux musulmans, qui préfèrent quitter l'île pour s'installer en Asie mineure ou à Alexandrie, et par des chrétiens excluant de déposer les armes et choisissant l'exil en Grèce.

### Retour des Ottomans

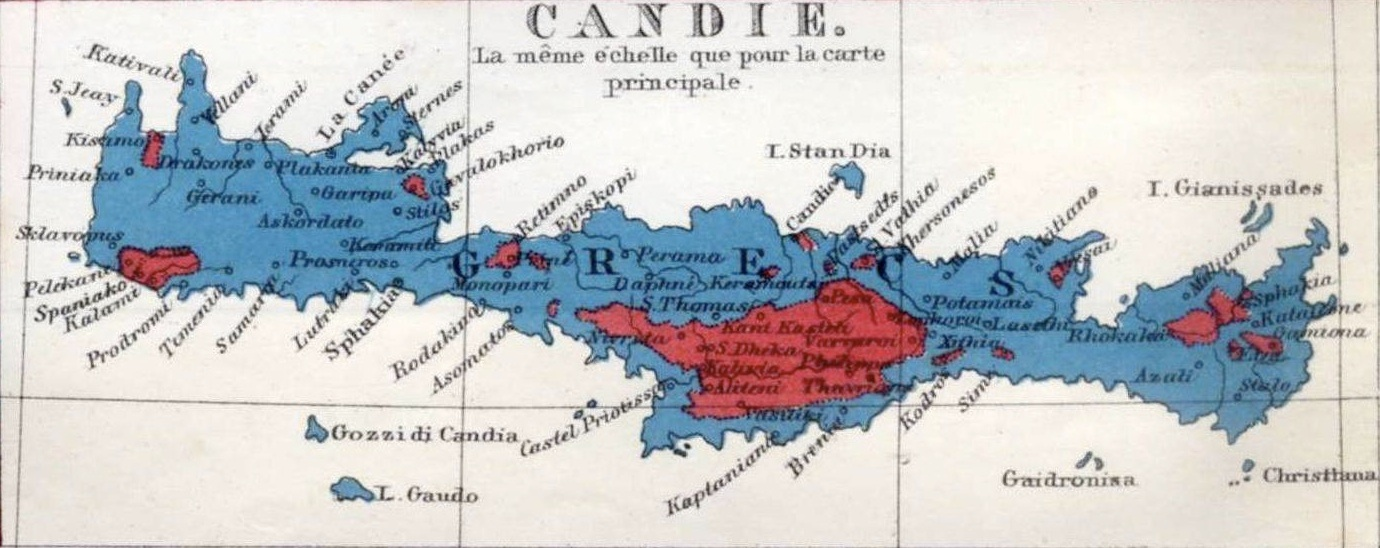
Carte de 1861 représentant la présence des Grecs et Turcs en Crète. Les seconds sont majoritaires dans la plaine de la Messará où se trouvent les meilleurs terres agricoles de l'île.

Cette parenthèse égyptienne, période de paix relative malgré une tentative d'insurrection en 1833, ne dure que dix ans : en 1840, la défaite subie par Méhémet Ali en Syrie face à l'Empire ottoman entraîne le retour de la Crète sous l'autorité du sultan. En effet, les grandes puissances, désireuses de préserver l'équilibre de leurs intérêts respectifs dans la région, souhaitent garder intacte la puissance ottomane et décident par le traité de Londres de 1840 de lui remettre la Crète, ce qui déclenche aussitôt un nouveau soulèvement dans l'île. Dès la fin de l'année 1840, des chefs crétois exilés en Grèce, en particulier Alexandros Koumoundouros, futur premier ministre de Grèce, reviennent sur l'île pour organiser la révolte. Cette-ci éclate le 22 février 1841 dans toute l'île, mais cesse dès le mois d'avril, devant le refus des grandes puissances d'intervenir dans le conflit. De nombreux rebelles et civils s'exilent en Grèce.
Mustapha Pacha devient gouverneur de Crète et arrive sur l'île le 31 octobre 1842. Il y reste jusqu'en 1850 et sa nomination au poste de Grand Vizir.
De nouvelles réformes de l'administration sont mises en place. Outre le transfert de la capitale d'Héraklion à La Canée, et la division de l'île en 23 provinces (kazas), des conseillers provinciaux sont nommés dans les principaux centres de chaque province. Ils sont secondés par deux sergents, un musulman (bulukbaşı) et un chrétien (kastelyağaşı).
Le 30 mars 1856, le traité de Paris oblige le sultan à appliquer le Hatti-Houmayoun, c'est-à-dire l'égalité civile et religieuse des chrétiens et des musulmans. Les autorités ottomanes en Crète sont réticentes à ce changement. Jusque-là, les chrétiens devaient s’acquitter du haraç (double-capitation sur les non-musulmans, conforme à la charia), ce qui constituait une puissante incitation à se convertir à l'islam pour les populations chrétiennes (ma'mīnīm) ou juives (avdétis) de l'île. Mais une partie de ces conversions étaient récentes et de façade, et le Hatti-Houmayoun amena un grand nombre de musulmans récents à revenir à leurs croyances antérieures. L'instauration de nouvelles taxes et d'un couvre-feu ajoutent encore au mécontentement. En avril 1858, 5 000 Crétois se réunissent à Boutsounaria. Finalement, le firman du 7 juillet 1858 garantit aux Crétois des franchises en matière religieuse, judiciaire et fiscale. Des conseils des Anciens sont également créés. Sous l'autorité directe de l'Église, il existe des conseils de sept membres se mettant en place à Héraklion et à La Canée, et un de six membres à Rethymnon. Un membre du clergé est nommé par l'Église, les six autres membres sont choisis par les guildes de marchands ou la bourgeoisie locale. Des conseils similaires sont mis en place pour la population musulmane.
Pendant les quatre décennies suivantes (jusqu'à l'indépendance en 1898), les révoltes se déclenchent à chaque fois que le Hatti-Houmayoun est remis en question.
Une seconde cause de l'insurrection de 1866 est l'intervention dans l'organisation des monastères crétois du Wali de Crète, Hekim Ismaïl Pacha (en). Différents laïcs préconisent depuis 1862 que les biens des monastères passent sous le contrôle des Conseils des anciens, dans le but de créer des écoles laïques, mais ils rencontrent l'opposition des religieux qui, jusque-là, jouaient seuls le rôle de δασκάλοι, enseignants des enfants de chaque paroisse et vecteurs de la survie de l'hellénisme en Grèce ottomane. Ismaïl Pacha intervient dans cette querelle interne aux chrétiens en désignant les personnes chargées de débattre du sujet, en annulant l'élection de membres « indésirables » et en arrêtant et emprisonnant les membres du comité chargé de se rendre à Constantinople pour évoquer le sujet avec le patriarche de Constantinople. Cette intervention provoque des réactions violentes au sein de la population chrétienne de Crète.

## L'insurrection

### Rassemblement à Aghia Kyriaki

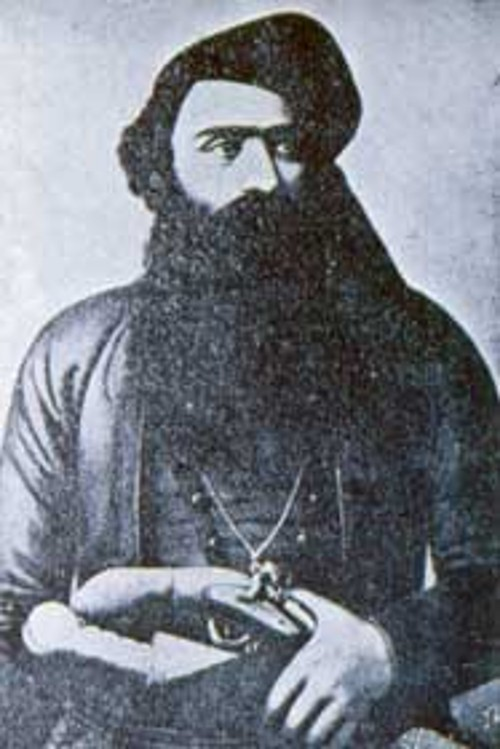
Hatzimichalis Yannaris, chef crétois de la région de La Canée.

Au printemps 1866, des réunions ont lieu dans divers villages. Le 14 mai, une assemblée se tient dans le monastère Aghia Kyriaki à Boutsounaria près de La Canée et rédige une pétition qu'elle envoie au Sultan mais aussi aux consuls des grandes puissances présentes à La Canée. Leurs demandes tiennent en dix points, :
- des allégements fiscaux ;
- l'amélioration des transports publics (diligences et goélettes) ;
- l'application des dispositions prises dans les tribunaux et les divers conseils ;
- une liberté de religion plus grande pour les non-musulmans ;
- la création d'une banque de prêt ;
- l'ouverture de tous les ports au commerce ;
- la création d'écoles et d'hôpitaux publics ;
- le droit d'utiliser la langue grecque dans les procédures légales ;
- la garantie des libertés personnelles ;
- l'amnistie pour ceux ayant participé aux révoltes précédentes.

Une seconde pétition est signée le lendemain, toujours à Aghia Kyriaki, et adressée cette fois aux souverains de France et de Grande-Bretagne et au tsar de Russie, réclamant l'union de la Crète à la Grèce. Après avoir produit ces documents, l'assemblée se disperse et seul un comité est maintenu dans l'attente de la réponse officielle.
Avant l'envoi des documents, les Crétois avaient déjà pris contact avec les consuls russe et grec à La Canée. Le premier se montra opposé à tout mouvement révolutionnaire sur l'île et leur conseilla de choisir la voie pacifique pour demander les réformes, leur promettant alors son soutien probable. Le consul grec, lui aussi, évita de leur envoyer tout signe d'encouragement à la révolte, leur conseillant de se contenter de chercher à faire baisser les impôts. En effet, le gouvernement grec désapprouvait fortement tout mouvement insurrectionnel pour le moment, estimant que la situation politique en Europe n'était pas favorable à une entreprise de cette nature.
Avant même la réponse de l'Empire ottoman, les musulmans se concentrent dans les villes fortifiées de l'île et les fortins ruraux, alors que les Crétois se rassemblent dans les montagnes par peur des massacres. Des groupes de rebelles appelés colonnes se rassemblent dans les montagnes au début de l'été 1866. Ismail Pacha appelle à la dissolution du comité dont l'existence à elle seule est considérée comme un acte révolutionnaire. La réponse du sultan intervient publiquement le 20 juillet. Il rejette les demandes des Crétois. Le sultan estime que les Crétois, plus que n'importe quels autres sujets de l'Empire, jouissent de privilèges, et n'ont par conséquent ni raison ni droit à demander l'abolition des impôts. Concernant les écoles, hôpitaux et transports, il concède que des améliorations peuvent être faites mais de façon limitée. En revanche, le sultan estime que par ces demandes, les Crétois adoptent un comportement qui ne peut être considéré autrement que comme une rébellion. Il ordonne au gouverneur de l'île d'envoyer des troupes arrêter les dirigeants du mouvement et de disperser le reste par la force.

### Proclamation de la révolte
Ce refus de la « Sublime porte » décide le comité à rédiger une déclaration de révolution, signée le 20 juillet à Brosnero, et à la faire parvenir aux consuls des puissances. Le 2 septembre (calendrier grégorien) 21 août (calendrier julien), l'assemblée révolutionnaire appelle le peuple crétois à se révolter contre le joug ottoman depuis le village d'Askýfou, près de Sfakia, et proclame l'union de la Crète à la Grèce.
Alors que les prémices d'une révolte se précisent, les Grecs de Grèce, notamment les Crétois vivant en Grèce continentale, se mobilisent pour fournir aux insurgés argent, armes et nourriture. À Athènes, un comité central de soutien aux Crétois s'organise : il est dirigé par le gouverneur de la banque de Grèce de l'époque, Markos Renieris. Tout au long de l'insurrection, des navires grecs forcent le blocus ottoman afin de ravitailler l'île et évacuer les blessés.
La révolte commence officiellement lors de la déclaration de l'assemblée, mais les premiers affrontements ont lieu dans le district de Sélino, au sud-ouest de l'île, avant même la proclamation officielle de la révolution. Kriaris, menant l'insurrection dans la province de Sélino, s'empare de places fortes dont celle de Stavros et force les Turcs à se retrancher derrière les murs de Kándanos. Cinq jours après la proclamation officielle de l'insurrection, près de La Canée, l'Égyptien Sahin tente de bloquer la route vers Sfakia. À la tête d'une troupe de 5 000 hommes, il essaie de se rendre maître de la région de Vryses, cherchant à couper les voies de communications des rebelles sphakiotes. Mais il est assiégé par les rebelles de l'Apokóronas qui le forcent à battre en retraite jusqu'à La Canée en abandonnant sur place son ravitaillement,.

### Forces en présence
Dès les premiers signes avant-coureurs d'une insurrection, au début de l'été 1866, l'Empire ottoman envoie 4 600 hommes en renfort des troupes égyptiennes déjà présentes en permanence. Ainsi, avant le début du conflit, l'armée ottomane s'élève à 25 000 hommes. D'autres renforts débarquent sur l'île peu après le début de la révolte, portant ce chiffre à 45 000 en septembre 1866, et dirigés d'abord par Mustapha Pacha puis, à partir de mars 1867, par Omer Pacha qui vient alors de s'illustrer dans une répression féroce en Bosnie et au Monténégro. Il faut ajouter les quelque 10 000 Turco-Crétois mobilisés à l'occasion par l'Empire ottoman. Plus que par le nombre, les Turcs sont supérieurs aux guerriers crétois par leur équipement plus moderne, leurs possibilités de ravitaillement et leur soutien économique. De plus, l'armée ottomane est organisée et dotée de chefs militaires expérimentés.
Les rebelles crétois représentent environ 25 000 hommes, souvent expérimentés, endurants, connaissant très bien le terrain et tirant profit des montagnes pour transformer le conflit en guérilla. Mais ils sont souvent obligés d'abandonner la lutte pour s'occuper de leurs familles.
Le pouvoir révolutionnaire est exercé par l'assemblée générale et à partir du début de 1867 par un gouvernement provisoire. Ce gouvernement n'a pas de lieu fixe ni un nombre défini de membres. Il se déplace dans les montagnes en fonction des besoins de la rébellion.
Les Crétois n'ont pas vraiment de commandant en chef dirigeant l'ensemble des opérations, même si trois chefs de guerre portent ce titre : Ioannis Zymvrakakis, frère du ministre grec des armées, est le chef des opérations militaires dans la région de La Canée ; Panos Koronaios, colonel grec, dirige les opérations dans la région de Réthymnon ; et Michalis Korakas est chargé de la partie orientale de l'île. Les deux premiers sont des militaires de carrières et sont grecs. Ils ne connaissent pas bien l'île et ne sont pas familiers avec les techniques de guérilla. Korakas n'est pas militaire de carrière, mais il maîtrise très bien la géographie du pays. De nombreux autres chefs militaires, ou Kapetans, dirigent les opérations dans des secteurs précis de l'île. Ils n'ont souvent aucune formation militaire mais ont l'avantage de très bien connaître l'île et ses montagnes.
| Nom                    | Province        |
| ---------------------- | --------------- |
| Hatzimichalis Yannaris | Kydonia         |
| Konstantinos Kriaris   | Sélino          |
| Kostaros Voloudakis    | Apokóronas      |
| Stamatis Hionoudakis   | Sfakia          |
| Michalis Tsouderos     | Agios Vasileios |
| Michalis Skoulas       | Mylopotamos     |
| Paul Dedidakis         | Malevízi        |
| Nikolaos Theiakakis    | Monofasi        |
| Antony Zographos       | Pediada         |
| K. Sphakianakis        | Mirabello       |
| A.Katechakis           | Temenos         |

## Réaction ottomane
Face à ces débuts difficiles, l'Empire ottoman et l'Égypte remplacent leurs chefs militaires. En l'espace des trois années de conflit, pas moins de cinq gouverneurs sont chargés de mater l'insurrection,. L'Égypte remplace Sahin par son ministre de la guerre, Ismail Pacha ; le sultan envoie Mustapha Pacha Giritli. Il débarque en Crète le 30 août 1866 et somme immédiatement les rebelles de déposer les armes dans les cinq jours. En échange, il promet d'appliquer de justes reformes. L'assemblée révolutionnaire, réunie le 7 septembre à Kamboi, rejette cette proposition.

### Mustapha et l'ouest de l'île
Mustapha engage alors les combats contre les insurgés. Entre le 8 et le 11 septembre, il les repousse à Maláxa, puis se dirige vers Sélino afin d'aider les troupes ottomanes assiégées dans Kándanos. Après avoir libéré Kándanos, il retourne vers La Canée, mais ses troupes subissent une embuscade le 21 septembre dans laquelle il perd de nombreux hommes. La troisième phase de la campagne de Mustapha est dirigée contre les zones montagneuses proches de La Canée, où de nombreux rebelles sont stationnés. Il fait brûler le village de Lakkoi, le village de Hadji-Michalis Yannaris, puis ceux de Thérissos et de Mesklá. Cependant, ses troupes sont repoussées à Aliakés, puis subissent des pertes de 1 500 hommes à Kerameia. Obligé de se retirer des montagnes, Mustapha porte désormais ses offensives dans la plaine de l'Apokóronas. Ainsi, le 12 octobre, Zymvrakakis est défait à Vafes et subit de lourdes pertes.
La défaite crétoise de Vafes affaiblit le moral des insurgés, dont beaucoup perdent espoir. Mustafa lance un nouvel appel à déposer les armes et promet l'amnistie. Il offre également aux Grecs venus aider les Crétois la possibilité de retourner sur le continent en sécurité. Il recherche surtout la soumission des Sfakiotes et de nombreux villages autour de Sfakia se rendent. Dans d'autres régions comme dans le Lassithi, des villages se rendent également, ce qui laisse penser que la révolte s'éteint.

### Opérations dans l'est de la Crète
Les opérations militaires ottomanes dans la partie orientale de l'île commencent au début du mois de septembre 1866 dans la région d'Héraklion. Les femmes et les enfants du village d'Agios Myron qui se sont réfugiés dans une grotte sont massacrés. Les troupes se dirigent ensuite vers Almyro mais sont repoussées le 8 septembre. En revanche, le 13, à Kastamonitsa et Amariano, les insurgés ne peuvent repousser les 8 000 Turcs et sont obligés de battre en retraite après avoir perdu 70 d'entre eux dont le chef local, Emmanuel Tyllianakis.
Fin décembre, la vapeur Panhellenion arrive en Crète avec, à son bord, le colonel maniote Dimitrios Petropoulakis accompagné de 350 volontaires. Ils débarquent à Fodele où ils sont immédiatement attaqués par les forces turques et forcés de se réfugier dans les montagnes vers Malevízi. Cependant, le 15 janvier 1867, les Turcs sont défaits à Tylissos où 600 d'entre eux sont tués. Du côté crétois, le chef local Paul Dedidakis est tué également.

## Le drame d'Arkadi

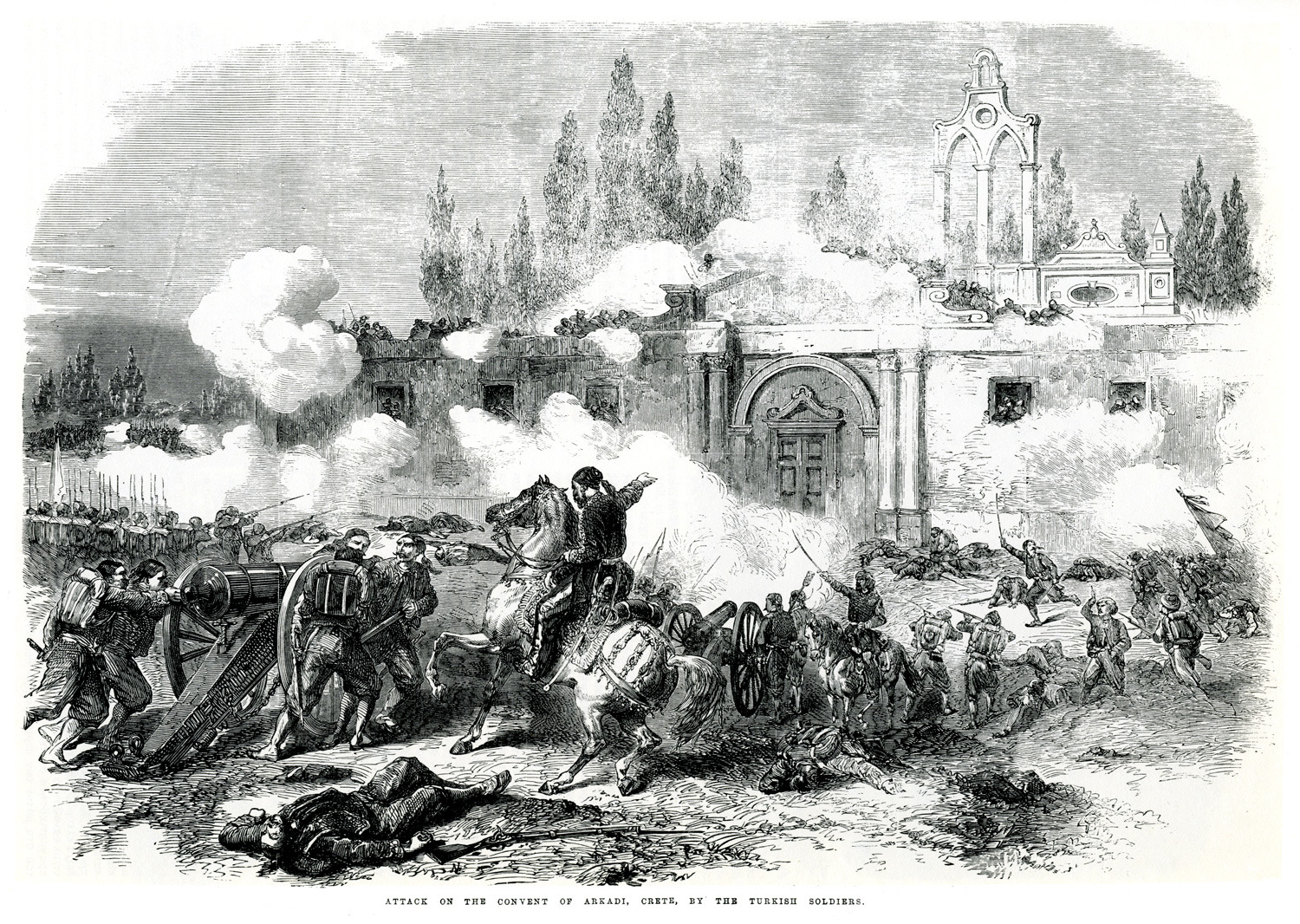
L'armée ottomane donnant l'assaut au monastère d'Arkadi, The Illustrated London News, 1867.

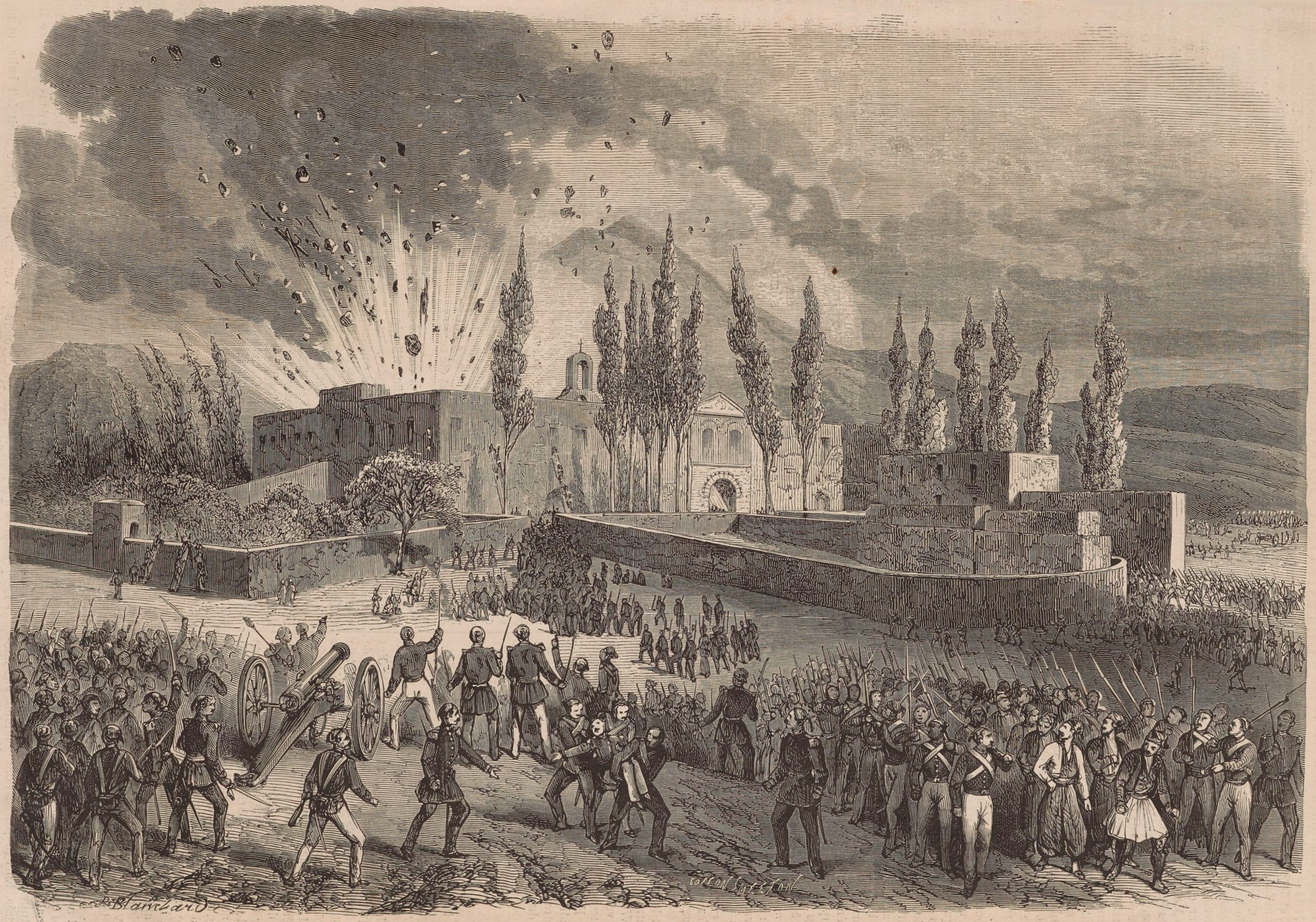
Explosion du monastère d'Arkadi, gravure de source inconnue, 1867.

Le comité révolutionnaire de Réthymnon siège au monastère d'Arkadi. Panos Koronaios y nomme Ioanis Dimakopoulos commandant de la garnison, aidé par l'abbé Gabriel Marinakis.
Après sa victoire dans l'Apokóronas, Mustafa avance vers la région de Réthymnon. Le 8 novembre 1866, son armée de 15 000 hommes encercle le monastère d'Arkadi. Trois-cents rebelles et six-cents femmes et enfants y ont trouvé refuge. Malgré leur large supériorité numérique, les Turcs ne parviennent pas à prendre le monastère le premier jour. Le lendemain, la porte ouest cède et, alors que les Ottomans s'engouffrent dans le monastère, les insurgés font sauter les réserves de poudre, préférant causer la perte de 964 personnes plutôt que de se rendre. Une centaine de Crétois sont faits prisonniers et seuls trois ou quatre d'entre eux parviennent à prendre la fuite. Du côté turc, on dénombre 1 500 tués.

## Vers la fin de la révolte

### Dernières campagnes de Mustapha

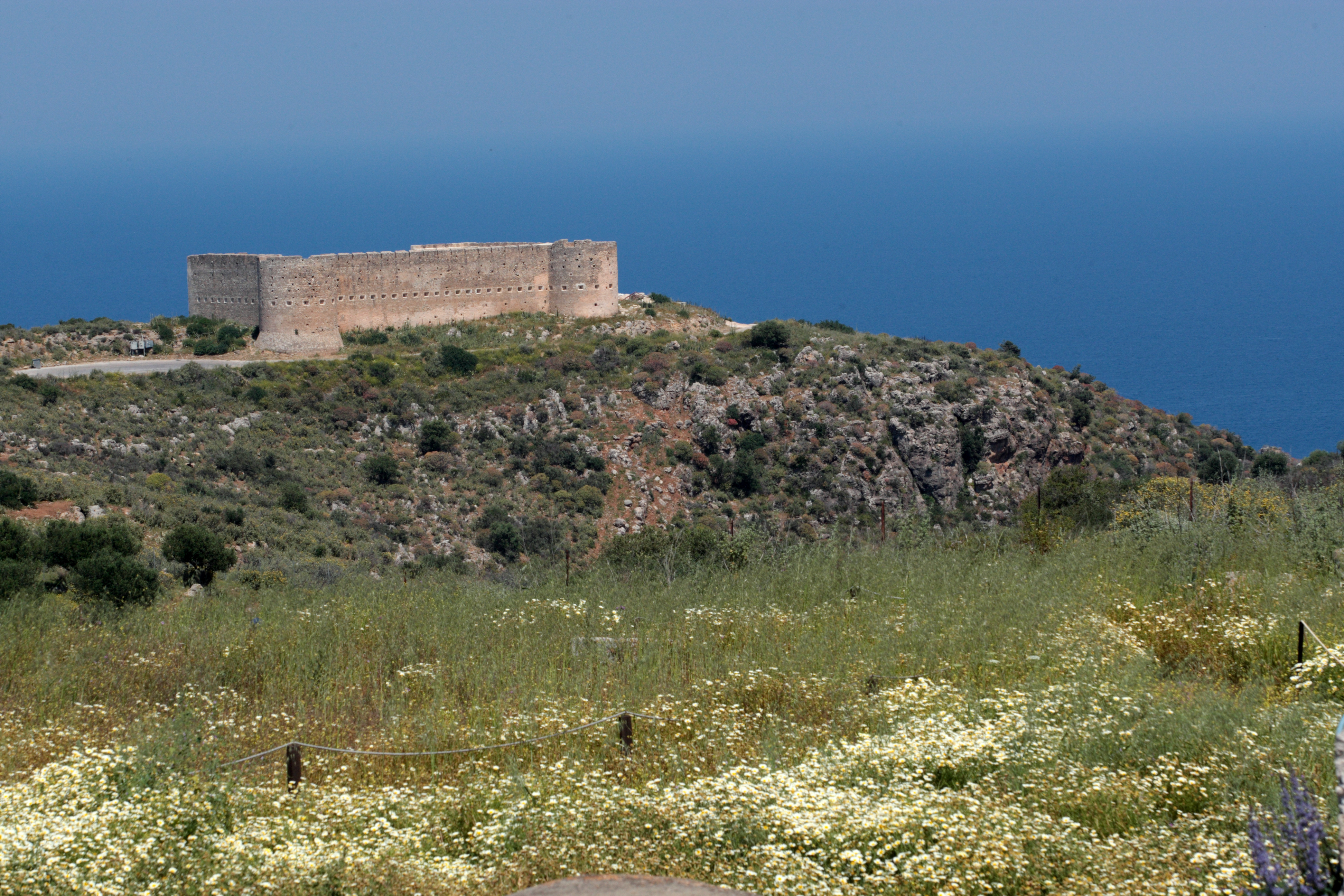
La forteresse d'Aptera, rebâtie par les Ottomans après la révolte de 1866-1969.

Après les événements d'Arkadi, Mustapha dirige à nouveau ses opérations contre les zones montagneuses de la région de La Canée (27 novembre) puis contre la région de Sélino. Il profite d'un manque de coordination entre les principaux chefs crétois en raison d'un désaccord sur l'organisation du commandement. La résistance opposée à Mustapha est de ce fait amoindrie.
Son nouvel objectif devient Sfakiá. Les troupes ottomanes sont transportées par navire sur la côte sud de l'île à proximité de Sfakiá (Agía Rouméli et Frangokastelo) à la fin de l'année 1866. Mustapha se rend lui-même à Frangokastello au mois de janvier. Dans une position délicate, les Sphakiotes se réfugient dans les criques dans l'espoir d'être secourus par les navires grecs et européens stationnés au large.
L'hiver rigoureux force Mustapha et ses troupes à se retirer. Il obtient cependant la reddition des plusieurs villages et de leurs chefs. Mais, sur la route du retour vers La Canée, l'armée ottomane est attaquée dans les gorges de Katre, où 500 soldats sont tués.
L'Empire ottoman, qui doit faire face désormais à la pression internationale, décide, en janvier 1867, d'envoyer en Crète Server Efendi, porteur d'un décret impérial annonçant la tenue d'élections et la nomination de représentants (1 musulman et 1 chrétien dans chacune des provinces de l'île) envoyés à Constantinople pour traiter de la question crétoise. La mission de Server ne porte pas ses fruits et le sultan décide alors de rappeler Mustapha et de le remplacer par le Croate converti à l'Islam, Omer Pacha.

### Omer Pacha

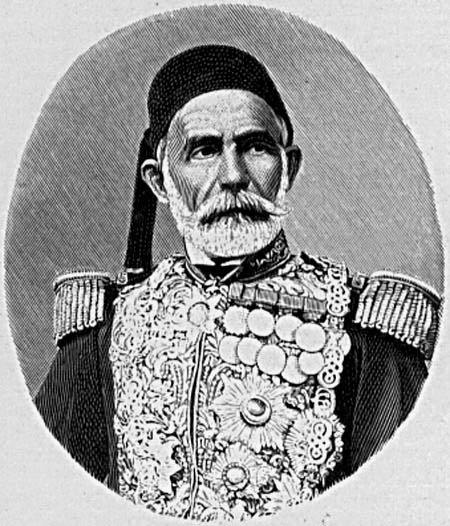
Omer Pacha.

Omer Pacha arrive en Crète en mars 1867 et prend alors la tête d'une armée de 25 000 soldats turcs et égyptiens. La cible prioritaire d'Omer est Sfakiá, qu'il attaque au mois d'avril sur plusieurs fronts sans parvenir à ses fins. Il porte alors ses efforts sur la partie orientale de l'île, laissant Mehmet Pacha dans l'Apokóronas et Ali Sarchos à La Canée afin de contenir l'activité des rebelles dans l'ouest de l'île et de les empêcher d'envoyer des renforts aux insurgés de l'est. Attaqué continuellement par les rebelles dans les régions de Mylopotamo et de Malavizi, il n'atteint Héraklion que le 10 mai. De là, il conçoit son plan pour la région du Lassithi, qui à l'image de Sfakiá dans l'ouest de l'île, est la base des rebelles et le principal point de ravitaillement pour l'est de l'île.
Korakas et d'autres chefs locaux bloquent les voies d'accès au plateau du Lassithi, alors qu'Omer concentre ses forces à Kastelli, rejointes par celles d'Ali Sarchos et d'Ismael Pacha en provenance de l'ouest. Depuis Kastelli, Omer réussit à franchir le sommet du mont Efendis, un des principaux sommets du Massif de l'Ida, puis descend en direction du plateau du Lassithi où sont rassemblés les insurgés (21 mai). Korakas, avec un petit régiment de cavalerie, réussit à contenir dans un premier temps les forces turques avant de céder face à la supériorité numérique et technique. Le plateau est ensuite ravagé par les hommes d'Omer.
Ce succès d'Omer est de courte durée : immédiatement après le départ des Turcs pour Héraklion, habitants et insurgés reviennent dans la plaine du Lassithi.
Alors qu'Omer retourne vers l'ouest et vers La Canée, une partie de l'armée se rend dans la plaine de la Messará. Elle affronte, le 13 juin, les Crétois à Gérgeri et subit de lourdes pertes. Omer rejoint alors son armée à Tymbaki dans la Massara dans le but d'organiser une nouvelle attaque contre Sfakiá. Le 23 juin, une partie de son armée s'embarque pour la région de Sfakiá, pendant que le reste passe par l'intérieur de l'île et rejoint les troupes d'Omer à Askýfou. Malgré le renfort de Crétois venus d'autres régions pour défendre Sfakiá, Omer Pacha réussit à faire plier la région et à infliger d'importantes destructions au village même de Sfakiá. Une canicule provoque cependant une pénurie d'eau et oblige une nouvelle fois les Turcs à se replier et à quitter la région.
Une autre campagne, cette fois dirigée contre le plateau d'Omalós et les gorges de Samaria, à partir du 31 juillet, n'aboutit à rien.
Les campagnes menées par Omer montrent que l'armée turque est largement capable de rivaliser et de dominer les rebelles crétois, mais qu'il lui est difficile d'imposer une hégémonie permanente et stable, surtout dans les régions les plus reculées et les plus inaccessibles. Lors de chaque retrait de l'armée turque, les insurgés reprennent aussitôt leurs positions. De plus, la situation et l'indignation croissante de la communauté internationale obligent le sultan à effectuer un revirement dans sa politique en Crète et à adopter une politique de concession et de conciliation.

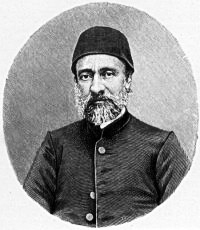
Mehmed Emin Ali Pacha.

Le 5 septembre 1867, le sultan rappelle Omer Pacha, accorde une amnistie générale et annonce un cessez-le-feu de cinq semaines. Le grand vizir Mehmed Emin Ali Pacha est envoyé en Crète afin d'apporter une nouvelle constitution qui prévoit une relative autonomie de l'île et accorde des privilèges à la population chrétienne. À son arrivée le 22 septembre 1867, Ali Pacha informe l'assemblée révolutionnaire qu'il est prêt à étudier toute forme de gouvernement, à la condition que les Crétois déposent les armes dans les 45 jours et renoncent à l'union avec la Grèce. L'assemblée refuse et les hostilités continuent. Cependant Ali commence à lancer ses réformes, en annonçant la tenue d'élections, et convoque un semblant d'assemblée à La Canée, composée de trente musulmans et vingt chrétiens, dont aucun n'est un membre reconnu de la société crétoise : beaucoup acceptent cette nomination sous la pression ou par corruption.

### La loi organique
Le 11 novembre 1867, Ali propose devant l'assemblée de La Canée un nouveau projet administratif, composé de quatorze mesures concernant l'administration de la Crète. Ces mesures, appelées « Loi organique », comportent un certain nombre de privilèges.
Ainsi, la Crète est élevée au rang de Vilayet, supervisé par un vali, ou gouverneur général. L'île est ensuite divisée en cinq conseils et vingt provinces.
| Conseil (capitale)               | Province        |
| -------------------------------- | --------------- |
| Conseil de La Canée (La Canée)   | Kydonia         |
|                                  | Sélino          |
|                                  | Kissamos        |
| Conseil de Sfakiá (Vámos)        | Sfakia          |
|                                  | Agios Vasileios |
|                                  | Apokóronas      |
| Conseil de Rethymnon (Rethymnon) | Rethymnon       |
|                                  | Mylopotamos     |
|                                  | Agios Vasileios |
| Conseil d'Héraklion (Héraklion)  | Malevízi        |
|                                  | Temenos         |
|                                  | Kanourio        |
|                                  | Pyrgiotissa     |
|                                  | Monofatsi       |
|                                  | Viannos         |
|                                  | Pediada         |
| Conseil du Lassithi (Neapoli)    | Merabello       |
|                                  | Ierapetra       |
|                                  | Sitia           |

Cette loi donne la possibilité aux chrétiens d'être nommés à tous les échelons de l'administration et des tribunaux. La loi prévoit également des allégements fiscaux, l'établissement d'une banque et la pleine équivalence des deux langues, grecque et turque. Enfin, une assemblée possédant des pouvoirs législatifs à l'échelon local doit être nommée,.
Ces directives sont promulguées à l'occasion d'un décret impérial daté du 8 janvier 1868 et rendu public en Crète le 3 février.
Les concessions proposées sont supposées apaiser les Crétois, puisqu'elles répondent aux demandes formulées avant la révolte. Mais, après plus d'un an de conflit, les rebelles affichent des ambitions plus grandes et ne se satisfont plus de ces concessions.

## Épilogue

### Fin de la révolte

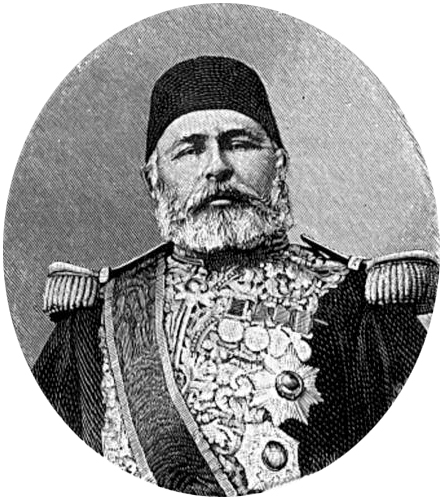
Hüseyin Avni Pacha

La lutte des insurgés crétois ne cesse pas pour autant après la promulgation de la Loi organique. Pourtant Ali Pacha retourne à Constantinople et, en novembre 1867, Hüseyin Avni Pacha (en) (1820-1876) devient gouverneur de Crète.
La ligne de conduite d'Hussein est différente de celle de ses prédécesseurs. Réalisant que, jusqu'à présent, les campagnes militaires n'ont eu que de maigres résultats et ont été incapables d'améliorer durablement la situation, il décide le contrôle des provinces en lançant la construction d'une multitude de tours et fortins en des lieux stratégiques. Formant ainsi une chaîne couvrant l'ensemble de l'île, ces tours doivent assurer un contrôle militaire permanent et une meilleure surveillance des insurgés. Ce système s'avère efficace, la lutte des insurgés se limitant à une guérilla pendant l'année 1868, sans produire d'effets notables.
De plus, l'aide en provenance de Grèce se fait avec de plus en plus de difficultés, surtout après que les ports ne sont devenus accessibles qu'aux navires dûment autorisés. Le vapeur Arkadion est coulé au large des côtes méridionales de Crète et, en décembre 1868, l’Enosis est pris en chasse jusqu'à l'île de Syros d'où il est empêché de reprendre la mer. En octobre 1868, la rébellion s'éteint d'abord dans l'ouest de la Crète avec la destruction de Sfakiá. Dans l'est, Korakas essaie de maintenir la révolte, mais en vain.
Le gouvernement insurrectionnel prend fin brutalement le 11 décembre 1868. Il est assiégé à Gonia et la plupart de ses membres sont tués. Le 30 décembre, les chefs des six provinces orientales décident de continuer la lutte, mais n'ont plus vraiment le soutien de la population.
En janvier 1869, la conférence de Paris se déroule sans représentant grec. Elle invite le gouvernement hellénique à s’abstenir de toute action militaire dans l’île. La Crète reste au sultan, mais est déclarée province privilégiée, gouvernée selon les statuts spéciaux accordés en 1867. Le coup final porté à la révolte intervient le 18 janvier 1869 : le pacha d'Héraklion donne dix jours aux rebelles pour se rendre. Au bout de ces dix jours, les têtes des chefs de guerre crétois sont mises à prix. Dans l'affolement, ceux-ci se réunissent à Tzermiado le 26 janvier. Divisés sur la poursuite à donner au mouvement, la plupart, comme Konstantinos Sphakianakis, décident de se rendre. Un petit nombre refuse de déposer les armes et vit dans la clandestinité. Quelques irréductibles lancent des escarmouches depuis les gorges à l'intérieur de l'île jusqu'au printemps 1869.

### Retour à l'ordre et perspective d'un nouveau conflit
Ces trois années de conflit laissent la Crète affaiblie économiquement. Cette situation est aggravée par le départ de 50 000 Crétois vers le continent ou d'autres îles grecques, principalement des femmes et des enfants. Parmi ces réfugiés, un des cas les plus célèbres est celui de la famille d'Elefthérios Venizélos, qui part en 1866 pour Cythère puis Syros.
Malgré la sympathie attirée par le mouvement, en particulier après le drame d'Arkadi, l'insurrection échoue dans sa volonté de changer la vision des grandes puissances sur le statut de la Crète.
L'assemblée de Crète, composée de chrétiens et de musulmans, se réunit quarante jours par an et traite des réformes en matière de transport, de travaux publics, de commerce, d'agriculture et d'éducation. Toutes ses décisions doivent cependant recevoir l'aval et la signature du gouvernement ottoman. Dès les premières années, l'assemblée se trouve sclérosée et ne fonctionne que très partiellement. L'administration ottomane intervient directement dans les élections des membres et la représentation ethnique est très favorable aux musulmans. Ainsi, les chrétiens qui forment 74 % de la population ne possèdent une majorité que de deux puis d'un seul siège. Même les Juifs, qui ne représenteraient qu'une cinquantaine de familles, ont un représentant. Ainsi, la population chrétienne, bien que largement majoritaire n'a que peu de chances de voir ses propositions aboutir. Le gouverneur général de l'île, qui est de facto le président de l'assemblée, conduit les débats de manière autoritaire et n'hésite pas à dissoudre l'assemblée avant la fin des sessions de quarante jours, avant que des mesures aient le temps d'être prises.
Dans la pratique, la Loi organique n'est jamais appliquée totalement. Les représentants crétois demandent l'instauration de toutes les mesures prévues dans les accords de 1867-1868. À l'inverse la population musulmane cherche son abolition et les autorités emprisonnent ou exilent ceux qui protestent contre les violations de la Loi organique.
La décennie qui suit la révolte de 1866-1869 est une période difficile pour la Crète. À la suite de l'insurrection, la population est réduite à cause des combats, des exils et des expulsions. De nombreux villages sont désertés et les terres ne sont plus cultivées. Afin de maintenir l'ordre, les gouverneurs généraux qui se succèdent sont principalement des militaires qui n'accordent que peu de crédit aux réformes.
À partir de 1871, l'Empire ottoman entre dans une période d'instabilité politique. Les principes libéraux qui commencent à émerger dans l'Empire ne parviennent pas jusqu'en Crète, où la classe dominante s'oppose avec force à toute concession accordée aux chrétiens. En 1875, la révolution en Bosnie-Herzégovine réveille à nouveau la ferveur insurrectionnelle des Crétois. Des comités révolutionnaires se rassemblent à nouveau pour préparer une éventuelle révolte. L'assemblée crétoise fait parvenir au sultan, le 22 mai 1876, une série de doléances dont celle d'une meilleure représentation des chrétiens à l'assemblée. Elle voudrait aussi s'assurer que la Loi organique ne puisse être modifiée par un nouveau décret impérial. Le 2 août, la Porte fait connaître publiquement son refus de répondre positivement à l'ensemble des doléances, si ce n'est par la fondation d'une banque, l'instauration d'une école publique obligatoire et le droit de publier des journaux. Les concessions accordées sont jugées insuffisantes par les insurgés qui déclenchent un nouveau soulèvement en 1878.

## La réaction internationale
La Grande-Bretagne et la France tiennent au statu quo au sein de l'Empire ottoman. La France refuse, de plus, de soutenir la Crète sans être sûre de son soutien contre la Prusse.
La Russie, humiliée par le traité de Paris, est la seule à soutenir l'initiative crétoise et fait passer son soutien par ses représentants sur l'île. Mais la Russie, usée par la guerre de Crimée, ne peut agir seule.
En Grèce, l'insurrection bénéficie d'un large soutien populaire. Mais l'État grec est incapable d'aider militairement et économiquement la Crète, spécialement parce que la Turquie rassemble au même moment des troupes sur la frontière nord du pays. De plus, les hommes politiques grecs sont divisés quant au soutien à accorder à l'île. Ainsi, Dimitrios Voulgaris, favorable à la politique britannique, est réticent, alors qu'Alexandre Koumoundouros est favorable à la politique russe. De manière générale, le gouvernement grec dirigé par Venizelos Rouphos est clairement opposé à la révolte. La Grèce ferme les yeux sur les quêtes et les départs de volontaires et ne peut faire plus. Dès le début de la révolte, argent, nourriture et munitions sont collectées en Grèce et envoyées sur l'île. À Athènes, un comité de soutien est organisé et dirigé par un avocat d'origine crétoise, Markos Renieris, qui est aussi gouverneur de Banque de Grèce. Depuis l'île de Syros, un autre comité est organisé et envoie lui aussi des munitions et des volontaires. Tout au long de la révolte, les bateaux Hydra, Panhellenion, Arkadion, Crète et Enosis forcent le blocus pour emporter des réfugiés vers la Grèce.
Mais la crise en Crète a pour conséquence une instabilité politique en Grèce même : pas moins de six gouvernements se succèdent pendant les trois années que dure le conflit.

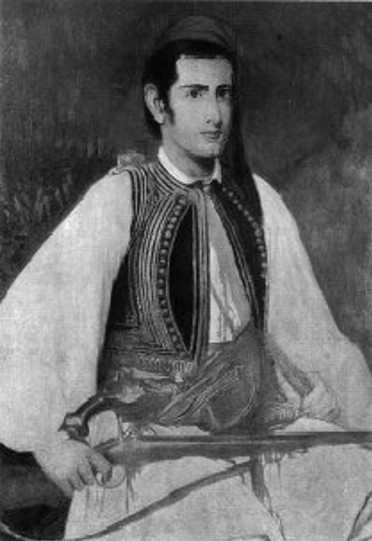
Samuel Gritley Howe, philhellène américain.

La tragédie d'Arkadi est un tournant pour l'opinion mondiale. L'évènement rappelle l'épisode de Missolonghi et de nombreux philhellènes du monde entier se prononcent en faveur de la Crète. Des volontaires serbes, hongrois et italiens arrivent alors en Crète. Gustave Flourens, alors enseignant au Collège de France, s'engage et arrive en Crète à la fin de l'année 1866. Il forme un petit groupe de philocrétois avec trois autres Français, un Anglais, un Américain, un Italien et un Hongrois. Ce groupe publie une brochure sur La question d'Orient et la Renaissance crétoise, contacte les hommes politiques français et organise des conférences en France et à Athènes. Les Crétois le nomment même député à l'assemblée mais son action se heurte au refus des grandes puissances. Son activité a pour principale conséquence de faire perdre son calme à l'ambassadeur de France en Grèce, Arthur de Gobineau qui est rappelé à Paris pour « maladresses diplomatiques ». Des lettres écrites par Victor Hugo sont publiées dans le journal Kleio à Trieste, afin d'alerter l'opinion publique du monde entier. Algernon Swinburne ou Giosuè Carducci lui consacrent des odes enflammées.
Ne trouvant pas le soutien nécessaire auprès des grandes puissances européennes, les Crétois recherchent l'aide des États-Unis. À cette époque, les États-Unis essaient de s'implanter en Méditerranée et montrent un intérêt pour la Crète. Des rapports montrent qu'ils recherchent un port en Méditerranée et qu'ils pensent, entre autres, à acheter l'île de Milos ou obtenir une île de la Porte. La lutte crétoise rencontre un écho favorable dans l'opinion publique américaine. Les philhellènes américains arrivent à faire progresser l'idée d'indépendance de l'île, et au cours de l'année 1868, une demande de reconnaissance de la Crète libre est adressée à la Chambre des représentants des États-Unis, mais celle-ci choisit finalement la voie diplomatique, préférant respecter une politique de non-intervention dans les affaires ottomanes.